# Gudfarslokarna (Ramsjö socken, Hälsingland, 691343-148572)
Gudfarslokarna är en sjö i Ljusdals kommun i Hälsingland och ingår i Ljungans huvudavrinningsområde.